# Skrattabborrtjärnen, Västerbotten
Skrattabborrtjärnen är en sjö i Norsjö kommun i Västerbotten och ingår i Skellefteälvens huvudavrinningsområde.